# Centro Canadense de Furacões
O Centro Canadense de Furacões (português brasileiro) ou Centro Canadiano de Furacões (português europeu) ( CHC; em francês:  Centre canadien de prévision des ouragans ) É uma divisão do Serviço Meteorológico do Canadá, uma agência do Departamento de Meio Ambiente do Canadá, que aconselha canadenses sobre a ameaça de ciclones tropicais, como furacões e tempestades tropicais. Fundada em 1987, a CHC fornece orientação para os centros meteorológicos da MSC no leste e no Atlântico do Canadá, e está sediada em Dartmouth, Nova Scotia. O CHC freqüentemente consulta seu homólogo nos Estados Unidos, o National Hurricane Center em Miami, para coordenar as trilhas e posições das tempestades que representam uma ameaça para o Canadá.

## História
O furacão Gloria e seus danos menos do que o esperado levaram a Environment Canada a criar o CHC. Seus primeiros alertas de furacão foram emitidos em 2008 para o furacão Kyle, que atingiu perto de Yarmouth, Nova Escócia, em 28 de setembro de 2008, e rapidamente se tornou extratropical, mantendo grande parte de sua força em Nova Brunswick e Labrador.

## Serviços
A organização reúne informações sobre ciclones tropicais e pós-tropicais (sistemas em processo de se tornarem ciclones extratropicais), prevê sua evolução e avalia seu impacto potencial no Canadá. A sua área de responsabilidade é limitada pela fronteira Canadá-Estados Unidos e se estende em águas offshore do Canadá por 370 km (200 nmi). Como outros centros de furacões, o Canadian Hurricane Center faz apresentações sobre ciclones tropicais para escolas, empresas, mídia e outras agências governamentais. Eles também se coordenam com o público em relação a consultas adicionais sobre furacões no Canadá.

## Frequência
Embora os furacões sejam relativamente incomuns no Canadá, eles se aproximam ou atacam de tempos em tempos. As ocorrências recentes incluem :
- Furacão Bob, que atingiu a Ilha Campobello, Novo Brunswick, em 1991.
- Furacão Luis que atingiu Newfoundland em setembro de 1995.
- Furacão Hortense que atingiu a Nova Escócia em setembro de 1996.
- Furacão Michael, que atingiu Newfoundland em outubro de 2000.
- Furacão Juan, que atingiu a Nova Escócia em setembro de 2003.
- Furacão Igor, que atingiu Terra Nova em setembro de 2010.

Também digno de nota devido à sua raridade e aos danos causados é o furacão Hazel que atingiu Toronto, Ontário em 1954, que permaneceu uma forte tempestade mesmo depois de cruzar os estados da costa leste dos Estados Unidos.